# Arna (geslacht)
Arna is een geslacht van vlinders van de familie spinneruilen (Erebidae), uit de onderfamilie Lymantriinae.

## Soorten
- A. apicalis Walker, 1865
- A. atomarina van Eecke, 1928
- A. bipunctapex Hampson, 1891
- A. erema Collenette, 1932
- A. flavolimbatulana Strand, 1918
- A. mesilauensis Holloway, 1976
- A. micronides van Eecke, 1928
- A. minutissima Swinhoe, 1903
- A. perplexa Swinhoe, 1903
- A. phaulida Collenette, 1938